# シブリング・ライヴァルリー
『シブリング・ライヴァルリー』（Sibling Rivalry）は、アメリカ合衆国のロック・バンド、ドゥービー・ブラザーズが2000年に発表した通算12作目、再結成後としては3作目のスタジオ・アルバム。日本で先行発売された。

## 背景
ドゥービー・ブラザーズは、再結成第2弾アルバム『ブラザーフッド』（1991年）がセールス的に成功を収められなかったことからレコード契約を失い、純粋な新作としては9年ぶりのアルバムとなった。ただし、バンドは解散を表明せずライヴ活動を継続し、1996年にはライヴ・アルバム『ロッキン・ダウン・ザ・ハイウェイ ザ・ワイルドライフ・コンサート』を発表している。
共同プロデューサーとしてクレジットされたガイ・アリソンは、当時バンドのツアー・キーボーディストを務めていたミュージシャンで、本作のレコーディングにもキーボードとバックグラウンド・ボーカルで全面参加した。

## 反響・評価
セールス的には成功に至らず、本作は『ビルボード』の各種チャート入りを逃すが、収録曲「オーディナリー・マン」は『ビルボード』のアダルト・コンテンポラリー・チャートで29位を記録した。アンドリュー・ヴァンスはオールミュージックにおいて5点満点中3点を付け「バンドの創設メンバーであるトム・ジョンストン、パトリック・シモンズ、キース・ヌードセンは、1970年代前半の『キャプテン・アンド・ミー』や『トゥールーズ・ストリート』といった南カリフォルニア的な作品の、デニムが似合う瑞々しい音作りを再生させた」と評している。

## 収録曲
1. ピープル・ゴッタ・ラヴ・アゲイン - "People Gotta Love Again" (Tom Johnston) - 4:48
2. リーヴ・マイ・ハートエイク・ビハインド - "Leave My Heartache Behind" (Patrick Simmons) - 3:54
3. オーディナリー・マン - "Ordinary Man" (Bob Bangerter, Michael Ruff, Neida Bequette) - 4:00
4. ジェリコ - "Jericho" (T. Johnston) - 5:04
5. オン・エヴリ・コーナー - "On Every Corner" (Keith Knudsen, Zeke Zirngiebel) - 4:11
6. エンジェルズ・オブ・マッドネス - "Angels of Madness" (Guy Allison, Michael Hossack, John McFee) - 4:40
7. フォーティーフィフス・フロア - "45th Floor" (Bill Champlin, T. Johnston) - 5:09
8. キャント・スタンド・トゥ・ルーズ - "Can't Stand to Lose" (John Cowan, Rusty Young) - 3:56
9. ハイアー・グラウンド - "Higher Ground" (B. Champlin, Tamara Champlin, T. Johnston) - 4:19
10. ゲイツ・オブ・エデン - "Gates of Eden" (G. Allison, K. Knudsen) - 4:59
11. ドント・ビー・アフレイド - "Don't Be Afraid" (P. Simmons, Cris Sommer-Simmons, Bangerter) - 5:47
12. ロッキング・ホース - "Rocking Horse" (G. Allison, K. Knudsen) - 6:27
13. ファイヴ・コーナーズ - "Five Corners " (J. McFee, P. Simmons) - 1:53

### 日本盤ボーナス・トラック
1. リトル・ビティ・プリティ・ワン - "Little Bitty Pretty One" (Curtis Ousley) - 4:40

## 参加ミュージシャン
- トム・ジョンストン - ボーカル、ギター
- パトリック・シモンズ - ボーカル、ギター、バンジョー
- ジョン・マクフィー - ギター、ドブロ・ギター、ペダル・スティール、ハーモニカ、ヴァイオリン、マンドリン、ボーカル
- マイケル・ホサック - ドラムス、パーカッション
- キース・ヌードセン - ドラムス、パーカッション、ボーカル

アディショナル・ミュージシャン
- ガイ・アリソン - キーボード、バックグラウンド・ボーカル
- マリオ・チッポリーナ - ベース
- ジョン・コーワン - ベース
- ジョージ・ホーキンス・ジュニア - ベース
- マーク・ルッソ - サクソフォーン、ホーン・セクション
- ボブ・バージャーター - アコースティック・ギター
- イヴォンヌ・ウィリアムス - バックグラウンド・ボーカル
- Maxayn Lewis - バックグラウンド・ボーカル
- ビル・チャンプリン - バックグラウンド・ボーカル
- クリス・トンプソン - バックグラウンド・ボーカル
- リル・パトリック・ハーリー・シモンズ - バックグラウンド・ボーカル
- クリス・ソマー＝シモンズ - バックグラウンド・ボーカル